# Calyptella campanula
Calyptella campanula är en svampart som först beskrevs av Christian Gottfried Daniel Nees von Esenbeck, och fick sitt nu gällande namn av W.B. Cooke 1961. Enligt Catalogue of Life ingår Calyptella campanula i släktet Calyptella,  och familjen Marasmiaceae, men enligt Dyntaxa är tillhörigheten istället släktet Calyptella,  och familjen Chromocyphellaceae. Arten är reproducerande i Sverige. Inga underarter finns listade i Catalogue of Life.